# Rufino Laiseca
Rufino Laiseca Oronoz (Bilbao, Vizcaya, España, 1872 - México, 1944) fue un dirigente socialista vasco y Alcalde de Bilbao entre 1920 y 1922. Su profesión le proporcionó la temprana militancia socialista, ya que se dedicaba a una profesión ampliamente militante en el socialismo: la de taquígrafo en el periódico La Voz de Vizcaya.
Antes de ser elegido Alcalde de su ciudad, participó en el movimiento político que abogada por la alianza entre socialistas y republicanos, llamada Conjunción Republicano-Socialista y fue negociador en la huelga de 1910 en la que se reclamaba el descenso de la jornada laboral.
Fue elegido alcalde de Bilbao —el primero del PSOE— en 1920, interviniendo ese mismo año como mediador en los conflictos del puerto de Bilbao. En las elecciones municipales de 1931 que provocarían la caída de la monarquía de Alfonso XIII, fue elegido concejal y después presidente de la Comisión Gestora de Vizcaya, cargo que ocupó hasta el 10 de octubre de 1933.
También fue designado presidente de la Caja de Ahorros de Vizcaya hasta 1937. Representó a Vizcaya en la Comisión de los 18 constituida en la Asamblea de Municipios Vascos celebrada en Vitoria el 6 de agosto de 1933 para elaborar el Estatuto de Autonomía del País Vasco de 1936. 
En 1936 se exilió en México. Allí fue presidente de la Agrupación Socialista Española. Murió en ella en octubre de 1944.
- Datos: Q4892551